# باشگاه فوتبال تیرانا
باشگاه فوتبال تیرانا (به آلبانیایی: Klubi i Futbollit Tirana) یک باشگاه فوتبال در شهر تیرانا، آلبانی است.
این باشگاه در سال ۱۹۲۰ میلادی تأسیس شده است و سابقه ۲۷ قهرمانی در سوپر لیگ فوتبال آلبانی و ۱۵ قهرمانی در جام حذفی فوتبال آلبانی را دارد.

## افتخارات
- سوپر لیگ فوتبال آلبانی

۲۷ قهرمانی* (رکورد داخلی) – ۱۹۱۱ (غیر رسمی), ۱۹۳۰، ۱۹۳۱، ۱۹۳۲، ۱۹۳۴، ۱۹۳۶، ۱۹۳۷، ۱۹۳۹، ۱۹۴۲، ۱۹۶۴–۱۹۶۵، ۱۹۶۵–۱۹۶۶، ۱۹۶۸، ۱۹۶۹–۱۹۷۰، ۱۹۸۱–۱۹۸۲، ۱۹۸۴–۱۹۸۵، ۱۹۸۷–۱۹۸۸، ۱۹۸۸–۱۹۸۹، ۱۹۹۴–۱۹۹۵، ۱۹۹۵–۱۹۹۶، ۱۹۹۶–۱۹۹۷، ۱۹۹۸–۱۹۹۹، ۱۹۹۹–۲۰۰۰، ۲۰۰۲–۲۰۰۳، ۲۰۰۳–۲۰۰۴، ۲۰۰۴–۲۰۰۵، ۲۰۰۶–۲۰۰۷، ۲۰۰۸–۲۰۰۹
- جام حذفی فوتبال آلبانی

۱۵ قهرمانی ۱۹۳۸–۳۹، ۱۹۶۳، ۱۹۷۶، ۱۹۷۷، ۱۹۸۳، ۱۹۸۴، ۱۹۸۶، ۱۹۹۴، ۱۹۹۶، ۱۹۹۹، ۲۰۰۱، ۲۰۰۲، ۲۰۰۶، ۲۰۱۱، ۲۰۱۲
- سوپر جام فوتبال آلبانی

۱۰ قهرمانی (رکورد داخلی) – ۱۹۹۴، ۲۰۰۰، ۲۰۰۲، ۲۰۰۳، ۲۰۰۵، ۲۰۰۶، ۲۰۰۷، ۲۰۰۹، ۲۰۱۱، ۲۰۱۲